# Kenta Suzumura
Kenta Suzumura (15 settembre 1998) è uno schermidore giapponese, specializzato nel fioretto.

## Palmarès
- Mondiali

Milano 2023: oro nel fioretto individuale.
- Campionati asiatici

Bangkok 2018: bronzo nel fioretto a squadre.